# Tacoma Link
Il Tacoma Link una linea tranviaria di 2.6 km situata a Tacoma, nello stato di Washington, facente parte del sistema Link Light Rail gestito dalla Sound Transit. La linea venne completata nel 2003 e serve la zona centrale della città, l'obiettivo primario è interconnettere la zona dei parcheggi d'interscambio con il cuore della città. Il servizio è gratuito.

## Storia
Un secolo fa Tacoma, come molte altre città americane, era dotata di un esteso sistema di trasporto. Le prime due linee tranviarie di Tacoma furono costruite nel 1888 lungo la Pacific Avenue e lungo Tacoma Avenue. Le vetture, gialle, erano trascinate da due cavalli ciascuna. Le linee furono un successo sin dall'inizio, trasportando molti passeggeri, e furono presto estese. Da queste linee molte altre si diffusero, ognuna di esse partiva dal centro di Tacoma verso le zone circostanti, permettendo l'espansione dei quartieri commerciali e residenziali.
All'incirca nel 1912 la città aveva costruito 125 miglia di binari tranviari, buona parte di essi elettrificati, e quasi 30 linee tranviarie, oltre un collegamento ferroviario elettrificato verso Seattle. Tacoma, inoltre, disponeva anche di una linea mossa da cavi che andava dalla South 11th and A St. fino all'attuale Martin Luther King Jr. Way, successivamente sulla South 13th St. ed indietro fino alla 11th and A. Questa linea, semplice e ad alta frequenza, aiutava ad integrare le linee filoviarie. Inoltre aiutava il superamento dei dislivelli stradali del centro di Tacoma.
Le linee tranviarie hanno subito numerosi incidenti di ogni tipo ed una grossa tragedia. In un piovoso 4 luglio del 1900 un tram uscì dai binari cadendo in un fossato causando la morte di 43 passeggeri.
Comunque il sistema fu estremamente efficiente nel trasportare i passeggeri. Nel momento di massima espansione della Tacoma Railway and Power Company trasportava circa 30 milioni di passeggeri annui, un numero non ancora raggiunto dalla Pierce Transit. A causa degli aumenti dei sussidi governativi per la costruzione di nuove strade, alcuni di essi pagati dai passeggeri dei mezzi pubblici, i tram avevano sempre maggiore difficoltà a muoversi in strade sempre più trafficate di vetture e taxi. L'anno del completamento dell'autostrada US 99 il traffico di passeggeri ferroviari diminuì del 40%, segnando la fine del sistema. Gli ultimi tram finirono le loro corse a Tacoma l'8 aprile del 1938. Il sistema venne sostituito da nuovi autobus che potevano più facilmente districarsi nel traffico del centro. In ogni caso il sistema fallì nuovamente e venne acquisito dalla città di Tacoma, divenendo il precursore della Pierce Transit.

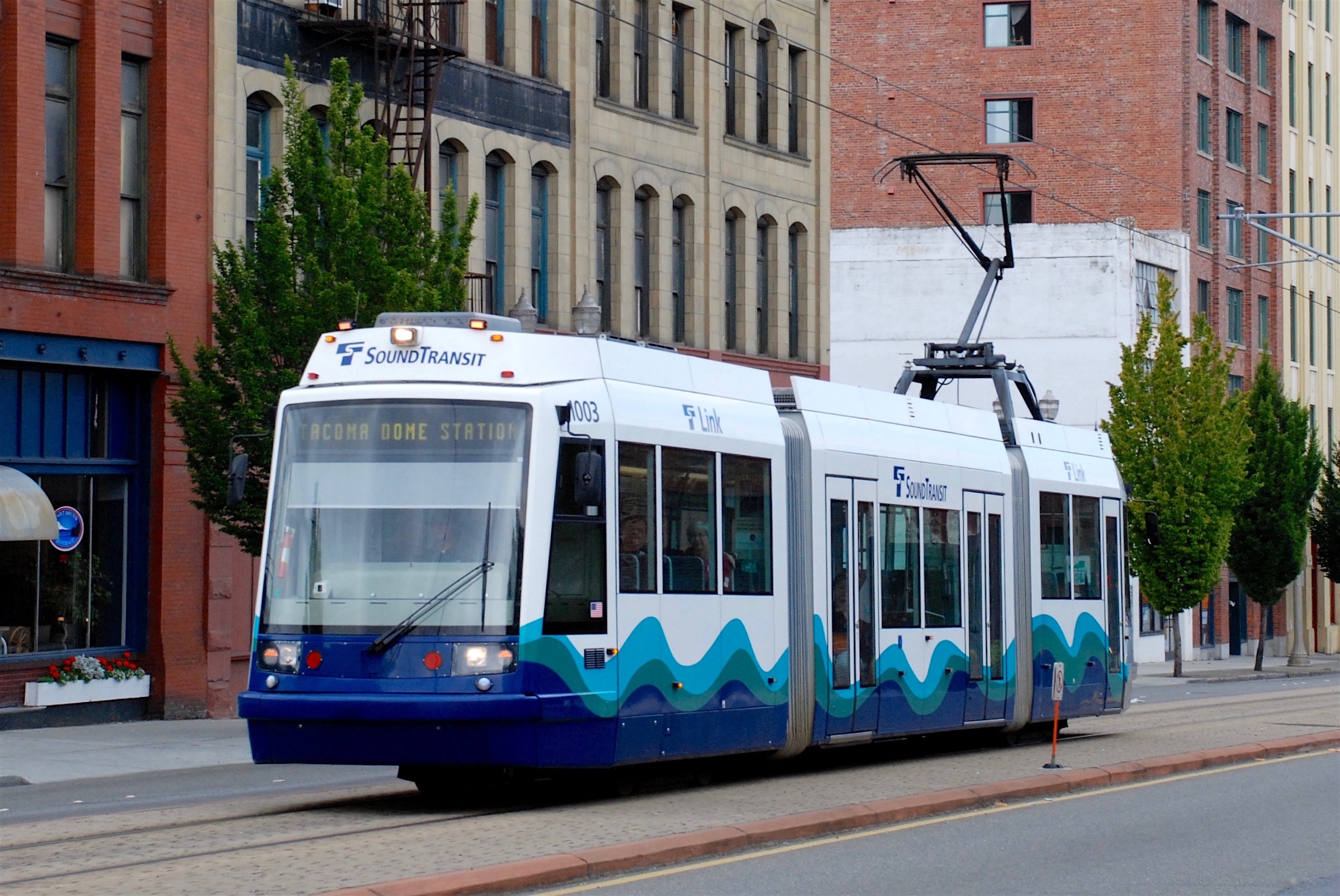
Una vettura Škoda 10T a Tacoma

Alla metà degli anni novanta la regione dello Stretto di Puget doveva far fronte all'aumentare del traffico veicolare, dovuto principalmente al boom delle dot-com e Microsoft. Gli elettori approvarono la Sound Move, un sistema di trasporti che riuniva tre contee che formò la Sound Transit. Uno dei principali progetti per la Contea di Pierce era il Tacoma Link.

## Stazioni
La linea di 2,6 km parte dal Tacoma Dome attraverso il centro fino al Theater District. Questo permette agli utilizzatori di parcheggiare, o spostarsi dai pullman extraurbani ed utilizzare il Link fino alle destinazioni centrali. Ogni stazione contiene peculiarità artistiche che riflettono la storia della zona circostante.

### Tacoma Dome
Capolinea del Tacoma Link. Permette il collegamento con i pullman della Sound Transit e della Pierce Transit, con la linea ferroviaria Sounder e con le Greyhound Lines. Il Tacoma Dome si trova ad un paio di isolati di distanza. Freighthouse Square, una galleria commerciale, si trova dall'altro lato della strada.

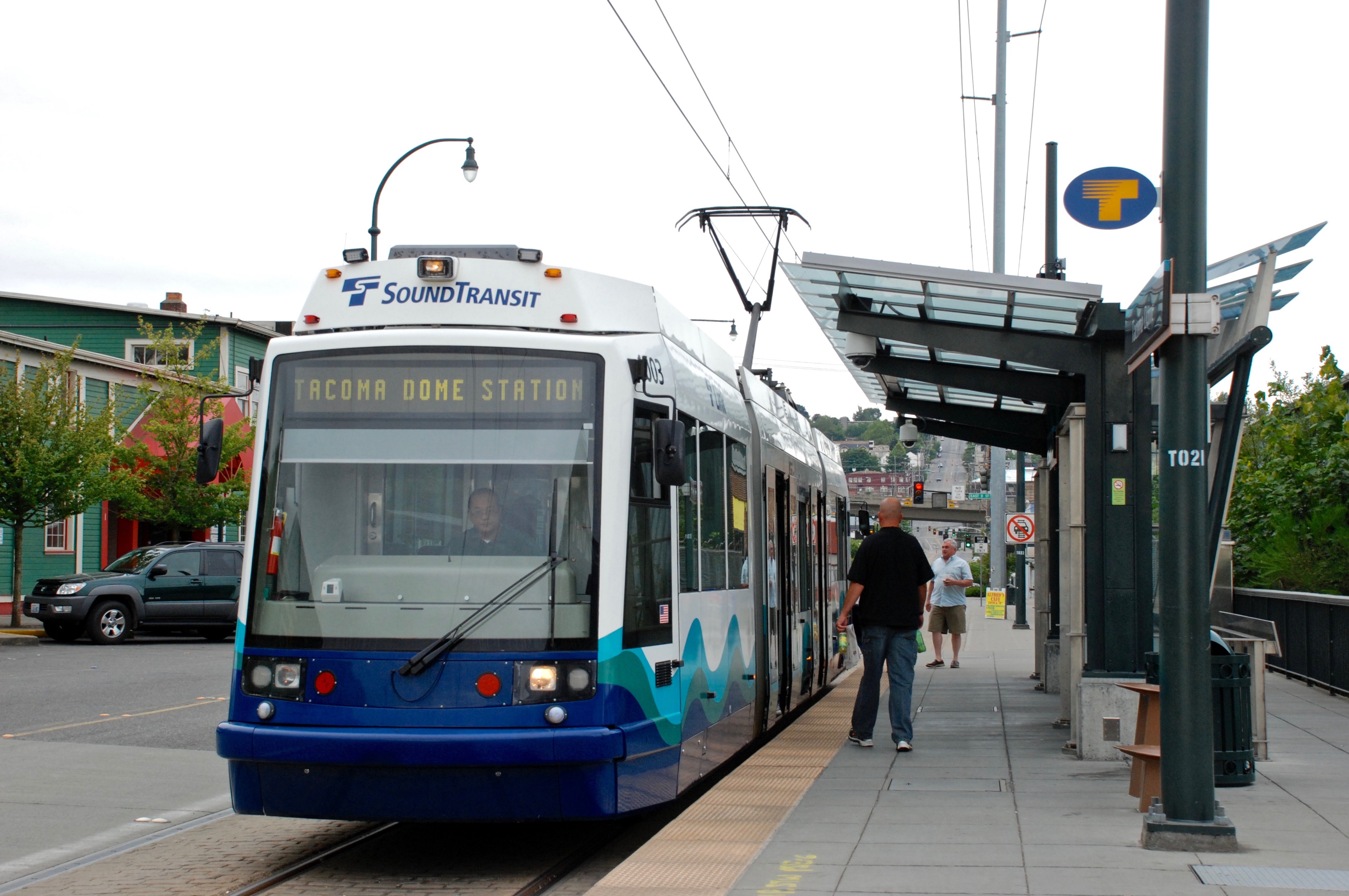
Stazione "Tacoma Dome"

I lavori artistici della stazione riflettono la storia dell'area con la ferrovia (Freighthouse Square, per esempio, era un vero deposito ferroviario per la Milwaukee Road) ed della grande quantità di mulini che erano presenti nella zona. Le rappresentazioni artistiche sono le seguenti::
- Un ponte pedonale che assomiglia ad un vecchio traliccio
- Un letto di fiume asciutto con strumenti industriali abbandonati
- Sculture che assomigliano a collettori di polveri dalle segherie
- Panchine della stazione che assomigliano a chiodi ferroviari
- Un orologio che mostra l'ora attraverso la raccolta di rottami metallici ogni ora

### South 25th
Poco prima che la linea giri sulla Pacific Avenue e proceda verso il centro troviamo la stazione South 25th. È una stazione a binario singolo su un solo lato della strada. L'obiettivo principale di questa stazione è di collegare la linea tranviaria alle linee d'autobus sulla Pacific, ma si rivolge anche un'area matura per la riqualificazione ed è vicino alla fabbrica di dolciumi Brown & Haley.
I lavori artistici della stazione consistono principalmente in grandi esche da pesca sul tetto della stazione che si muovono nel vento. Riflette la produzione esche da pesca che si svolgeva nella zona.

### Union Station
Probabilmente la stazione principale della linea, questa stazione offre molti musei e altre località nel cuore del centro di Tacoma. Si tratta di una stazione a doppio binario posto al centro. La stazione serve l'University of Washington, il Museo del Vetro, il Museo di storia dello stato di Washington, il Tacoma Art Museum, Union Station, una ex stazione ferroviaria che è attualmente tribunale federale, aree commerciali e ristoranti, appartamenti e condomini che si vanno sviluppando. Durante i grandi eventi sul Foss Waterway, come il Tall Ships Festival del 2005, questa stazione serve come punto di trasferimento importante. Molti Studenti d'Arte di Tacoma utilizzano this stazione per dirigersi Alla Sede dell'Istituto d'Arte Dedicata Alle Arti recitative.
I lavori artistici della stazione riflettono la cultura dei nativi e le fabbriche che costruivano navi e che si trovavano nella zona:
- Lo schema del telaio di una nave e gli strumenti da pesca dei nativi americani al centro della stazione
- Il tetto della stazione assomiglia alle costole di una nave
- Foto e poesie presenti sui muri della stazione

### Convention Center

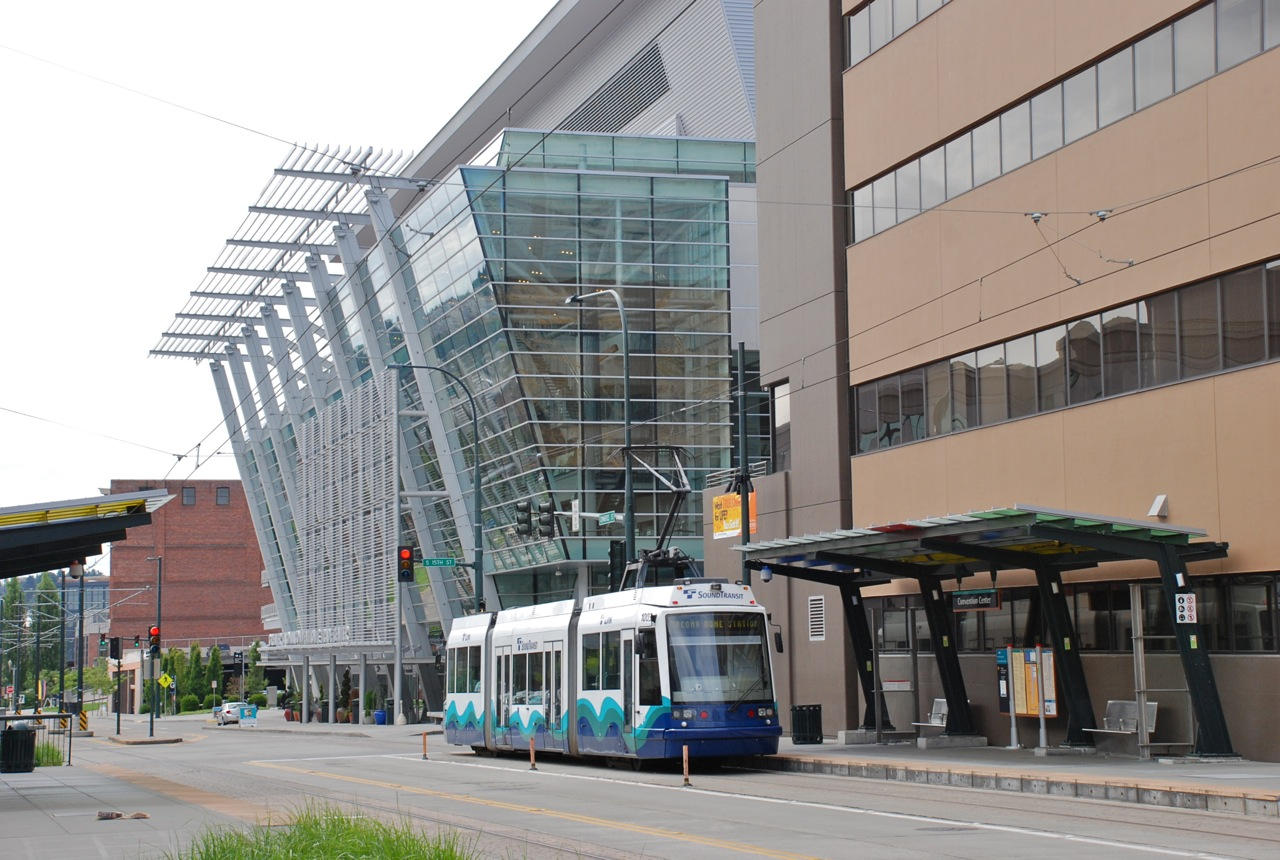
Stazione "Convention Center"

Questa stazione si trova nelle vicinanze del Tacoma Convention Center, dell'Hotel Murano e principali uffici cittadino come quelli della Rainer Pacific Bank e della Davita. Le banchine della stazione si trovano ai due lati della strada.
I lavori artistici della stazione includono pannelli colorati sul tetto e una torre di pietra, evocando il tempo buddista presente un tempo nella zona.

### Theater District

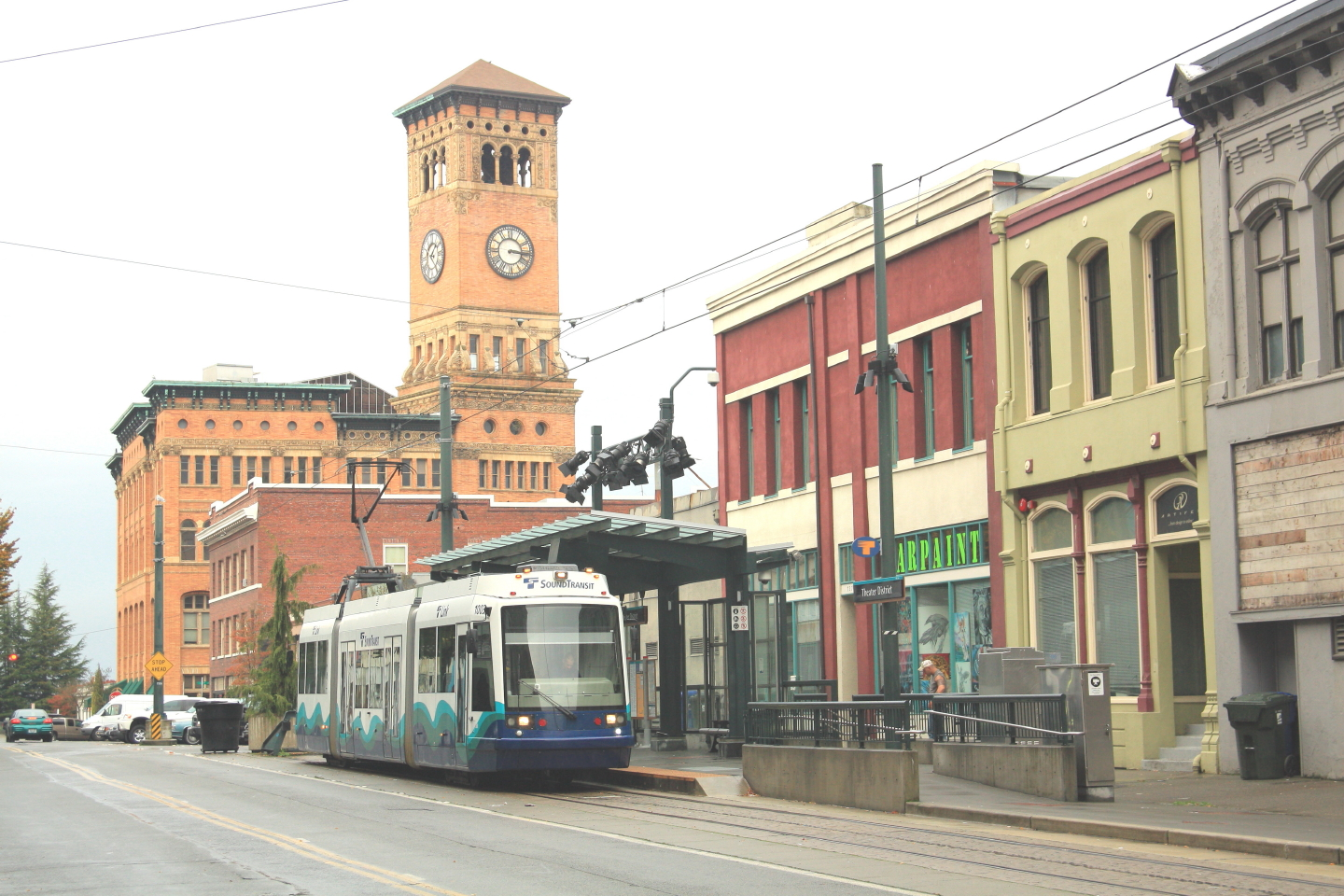
Stazione "Theater District"

È l'attuale terminal della linea. Questa stazione serve il Theater District, l'Antique Row, il municipio, il Pantages Theater, locali notturni e aree commerciali e la Russell Investment Group. È una stazione a binario singolo posto su un lato della strada.
I lavori artistici della stazione si riferiscono al Theater District:
- I sedili della stazione ricordano quelli chiudibili dei teatri e cinema
- Placche bronzee nel pavimento riproducono locandine storiche cinematografiche
- Dei proiettori riproducono scene cinematografiche durante la ore serali

## Futuro
Poco dopo l'attivazione del servizio, il Puyallup Tribe (Organismo delle comunità native americane) ha commissionato uno studio sull'estensione della linea fino al loro nuovo previsto casinò.
La Sound Transit nei loro piani di futura espansione ha portato avanti svariate proposte per le estensioni future del Tacoma Link:

### Estensione verso Nord
Questa linea dovrebbe collegare South 19th e 6th Avenue e terminare al centro di'interscambio del Tacoma Community College. La linea sarà a livello stradale e potrà utilizzare sia le vetture del Tacoma Link che quelle del Central Link. Questa linea dovrebbe servire una grandissima quantità di passeggeri, il Tacoma Community College è il punto nevralgico. Un tratto lungo la 6th Avenue servirà una delle principali zone di locali notturni della città.

### Tram di Tacoma
Anche se non direttamente collegato con il Tacoma Link, l'organizzazione locale chiamata Tacoma Streetcar sta richiedendo la riattivazione delle vecchie linee tranviarie attive fino al 1938.